# Mahamadi Sawadogo
Mahamadi Sawadogo (* 20. Mai 1976) ist ein ehemaliger burkinischer Straßenradrennfahrer.
Mahamadi Sawadogo wurde in den Jahren 2000 und 2001 jeweils Etappenzweiter bei der Tour du Faso. 2002 wurde er burkinischer Meister im Straßenrennen. 2003 und 2004 schaffte er es wieder aufs Podium bei Etappen der Tour du Faso. In der Saison 2005 gewann er die neunte Etappe bei der Tour du Faso, und er wurde Etappendritter bei der Boucle du Coton. 2007 wurde Sawadogo Zweiter bei dem Eintagesrennen Grand Prix Onatel.

## Erfolge
2002
- Burkinischer Meister – Straßenrennen

2005
- eine Etappe Tour du Faso